# Католицизм в Эквадоре

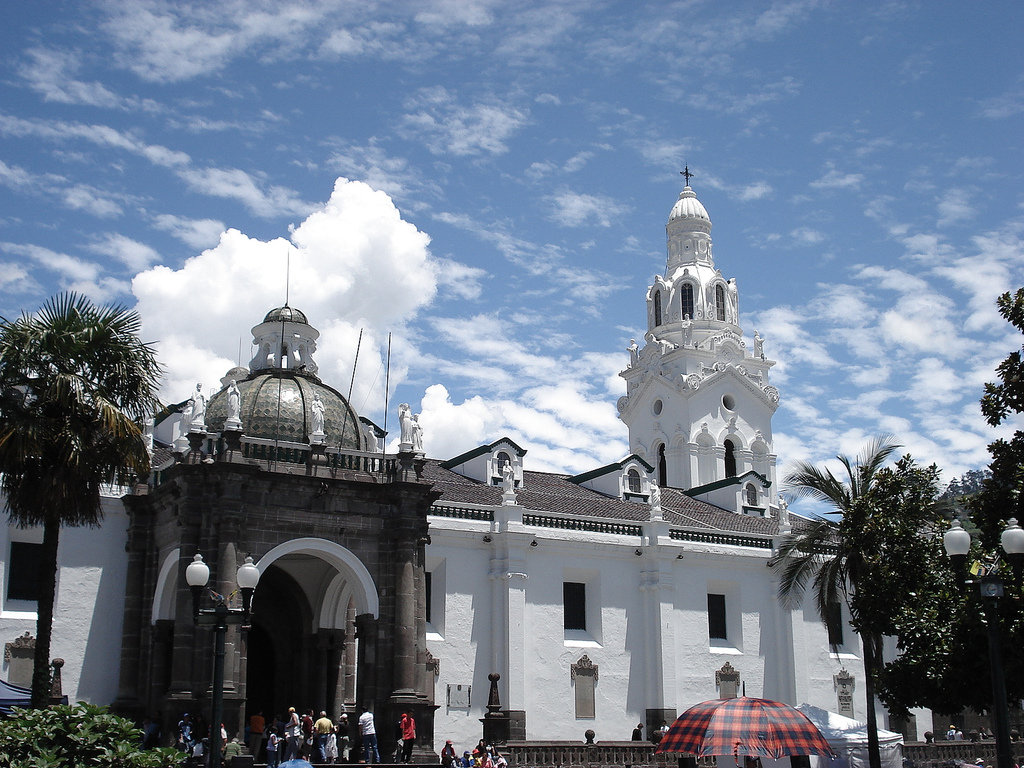
Кафедральный собор Кито

Католицизм в Эквадоре. Католическая церковь Эквадора является частью всемирной Католической церкви. Численность католиков в Эквадоре составляет около 11 миллионов человек по данным Католической энциклопедии; около 11,7 миллионов человек по данным сайта Catholic Hierarchy.

## История
В 1526—1531 году вся территория современного Эквадора была завоёвана испанскими конкистадорами. В 1534 году Себастьян де Белалькасар основал Гуаякиль. В 1535 году монахи из ордена мерседариев, сопровождавшие экспедицию Франсиско Писарро, основали монастырь в Портовьехо, после чего начали миссионерскую деятельность в округе. В 1538 году миссионерскую кустодию основали францисканцы, а с 1541 года к миссии в Эквадоре подключились доминиканцы.
8 января 1545 года буллой Super specula папы римского Павла III была учреждена епархия Кито, которая подчинялась митрополии Лимы. В 1565 году епископ Кито Педро де ла Пенья, защищавший индейцев от притеснений колонизаторов, основал первый в Эквадоре госпиталь. В 1573 году в Эквадор прибыли августинцы, которые в 1603 году открыли первый в стране университет св. Фульгенция. В 1594 году епископ Кито Л. Лопес де Солис провёл первый синод, в 1601 году он же основал в Кито семинарию. Особенную активность в миссионерской работе в Эквадоре проявили иезуиты. В 1588 году была основана первая иезуитская коллегия, в 1624 году — университет св. Григория, под попечением иезуитов находилась и семинария. К середине XVII века иезуиты получили под контроль почти полностью автономную территорию, на которой были основаны 35 редукций и проживало около 15 тысяч индейцев. Иезуитские редукции просуществовали более ста лет до 1767 года, когда иезуиты были изгнаны из страны.
В 1786 году была основана вторая епархия — епархия Куэнки.
В 1809 году Эквадор провозгласил независимость, однако де-факто стал независимым от Испании только в 1822 году, войдя в состав Великой Колумбии. В ходе войн за независимость католический клир разделился, часть епископов и духовенства во главе с епископом Кито поддерживали независимость, другие выступали за сохранение испанской власти. В 1830 году Эквадор вышел из состава Колумбийской республики и провозгласил полную независимость.

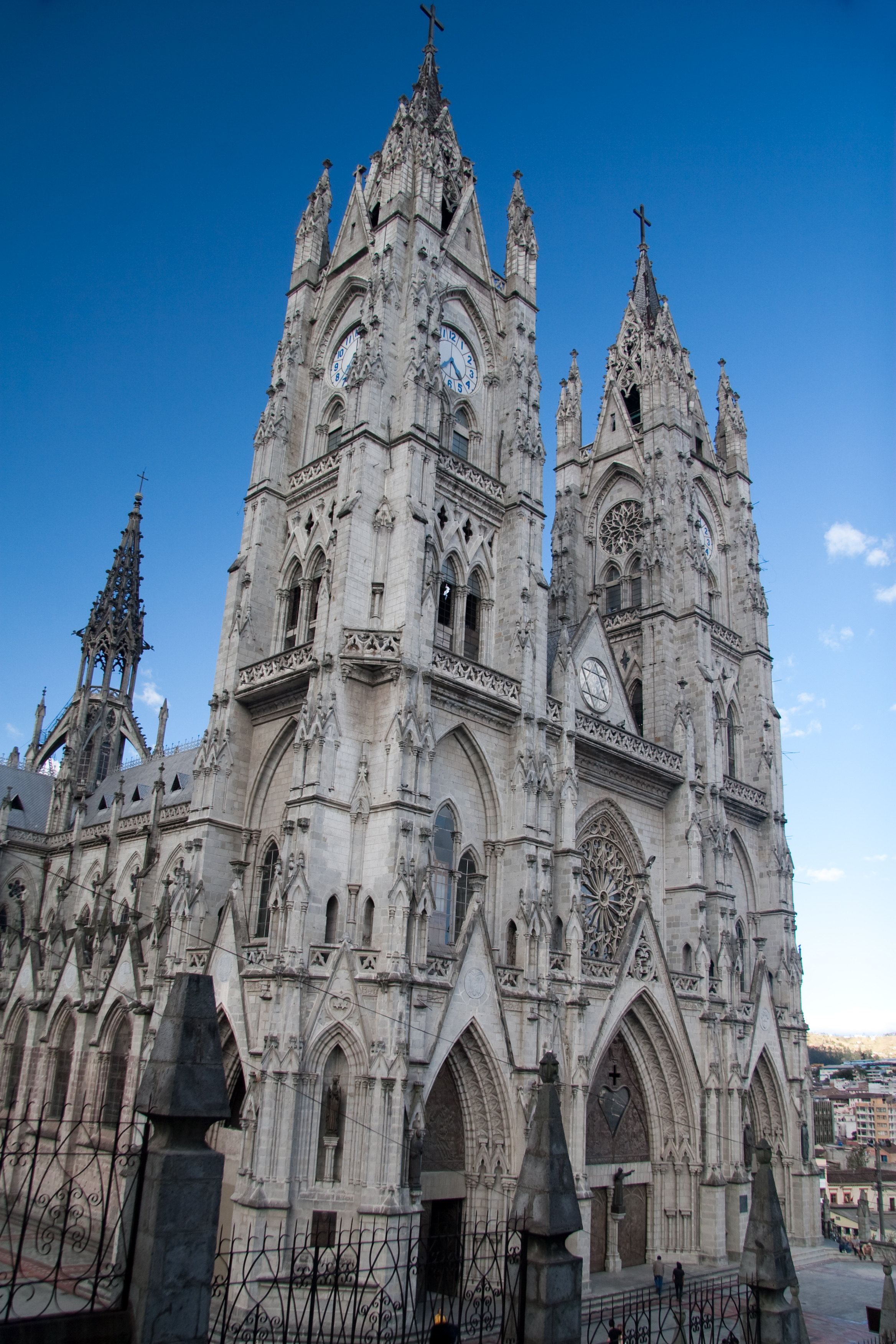
Базилика Святого Сердца Иисуса, одна из 12 малых базилик Эквадора

В 1838 году папа Григорий XVI создал епархию Гуаякиля, а в 1848 году папа Пий IX возвёл епархию Кито в ранг архиепархии-митрополии и подчинил ей прочие епархии Эквадора, закрепив таким образом церковную независимость католических структур страны. К 1848 году население Эквадора было почти исключительно католическим, за исключением небольшого числа иностранцев и малого числа индейцев в труднодоступных районах на востоке, которые сохранили традиционные верования.
В правление президента Габриэля Гарсия Морено (1859—1865 и 1869—1875) Католической церкви оказывалось большое покровительство, а духовенство приобрело большую власть и влияние. Под контроль церкви было поставлено школьное образование, в Эквадор вновь вернулись иезуиты, а в 1862 году был заключён конкордат со Святым Престолом. В 1869 году была принята конституция Эквадора, в которой законодательно был установлен государственный статус Католической церкви. В 1862—1871 годах были образованы пять новых епархий. В 1870 году Гарсия Морено стал единственным правителем мира, высказавшим протест против ликвидации Папского государства.
После убийства Гарсия Морено в 1875 году в стране началась антиклерикальная реакция, пик которой пришёлся на правление Элоя Альфаро (1897—1901 и 1906—1911 годы). В это время был разорван конкордат, провозглашена свобода совести, национализирована значительная часть церковных владений, введены светское школьное образование и институт гражданского брака. По новой конституции Католическая церковь было официально отделена от государства.
К середине XX века положение Католической церкви в стране стабилизировалось, в 1937 году был заключён новый конкордат со Святым Престолом, в том же году в Кито открыта нунциатура. Были восстановлены церковные школы, основаны структуры Католического действия. В 1954 году было утверждено создание в Кито Католического университета, епархии Гуаякиля и Куэнки в 1950-е годы получили ранг архиепархий, были также образованы новые епархии.
В 1950 году была канонизирована Мариана де Паредес, ставшая первой католической святой, уроженкой Эквадора. В 1953 году архиепископ Кито Карлос Мария де ла Торре стал первым в истории Эквадора кардиналом. В 1958 году основана конференция католических епископов Эквадора.
Папы римские дважды посещали Эквадор: Иоанн Павел II в 1985 году и Франциск в 2015 году.

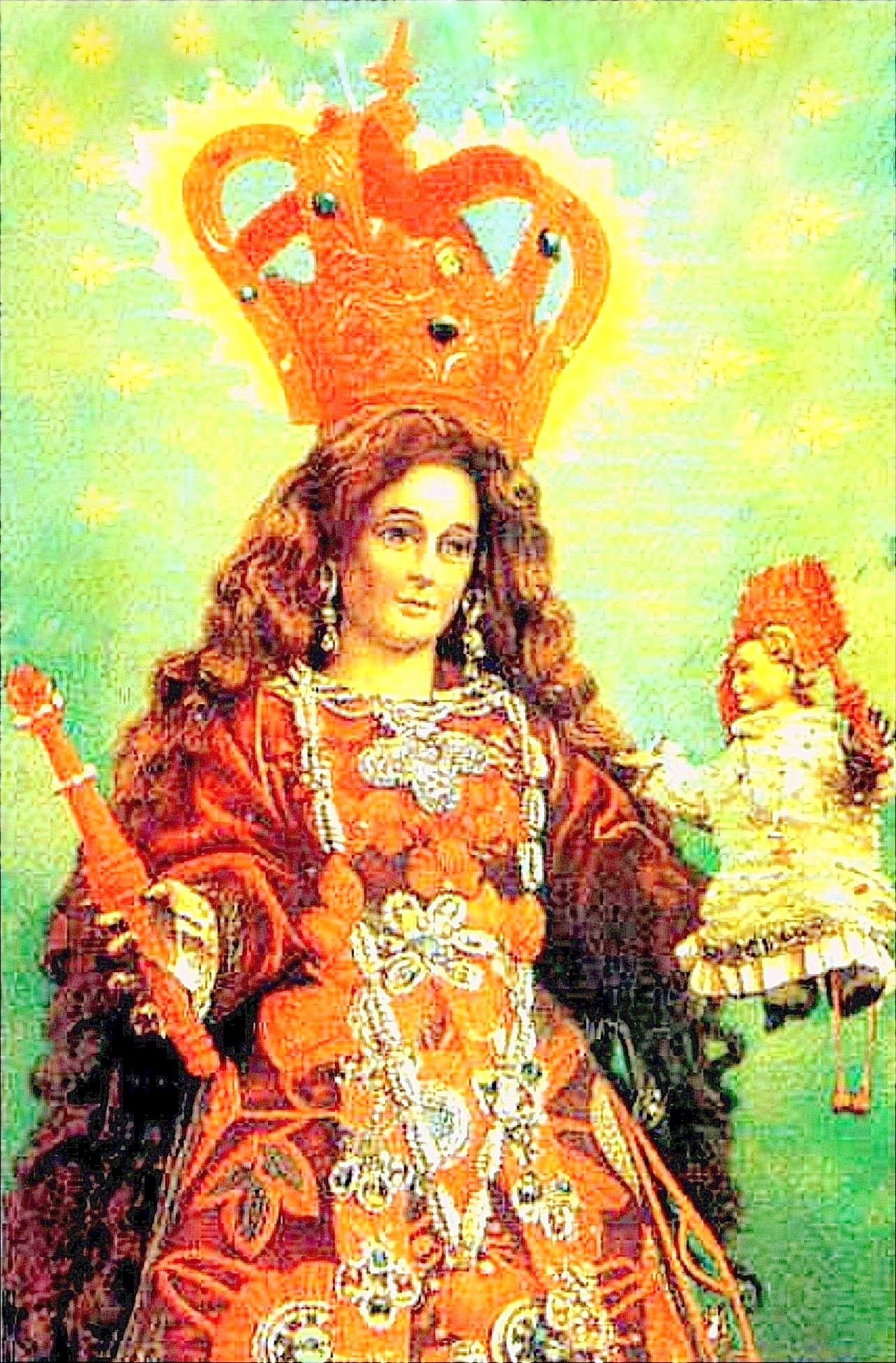
Образ Богоматери Эль-Сисне, национальная святыня Эквадора

## Современное состояние
Католики составляют около 85 % процентов населения Эквадора. В стране служат 1797 католических священников, действует 1208 приходов. Организационно приходы объединены в четыре архиепархии: архиепархия Кито, архиепархия Куэнки, архиепархия Гуаякиля и архиепархия Портовьехо, которым подчинены ещё 12 епархий (см. Категория:Католические епархии Эквадора). Национальной святыней и самым почитаемым образом считается Богоматерь Эль-Сисне. 12 соборов и храмов страны носят почётный титул малой базилики.